# Condofuri
Condofuri és un comune (municipi) de la Ciutat metropolitana de Reggio de Calàbria, a la regió italiana de Calàbria, situat a uns 120 km al sud-oest de Catanzaro i a uns 38 km al sud-est de Reggio de Calàbria. A 1 de gener de 2019 la seva població era de 4.998 habitants.
Condofuri limita amb els municipis següents: Bova, Bova Marina, Roccaforte del Greco, Roghudi i San Lorenzo.